# Everybody's Trying to Be My Baby
Pistes de Dance Album of Carl Perkins
Wrong Yo Yo Matchbox
Everybody's Trying to Be My Baby est une chanson de Carl Perkins publiée en 1957. Elle sera popularisée mondialement lorsque reprise par le groupe rock britannique The Beatles.

## Historique
L'origine de cette chanson date de 1936, année où le chanteur country Rex Griffin (en) enregistre sa chanson au même titre pour Decca Records. Cette version comprend quatre couplets de deux vers qu'il ne chante qu'une seule fois, chacun suivi du titre qui est répété trois fois comme refrain. Seuls « Well, they took some honey from a bee / Dressed it up and they called it me » et « Woke up this morning at a'half past four / Fifteen women comin' knocking at my door » seront conservées pour la version de Perkins.

### Carl Perkins
Après une convalescence à la suite d'un accident de la route où il a presque perdu la vie, Carl Perkins retourne en studio à la mi-avril 1956 pour enregistrer une nouvelle collection de chansons afin de profiter de l'engouement de son tube Blue Suede Shoes. Il enregistre Everybody's Trying to Be My Baby qu'il publie à son nom. Il altère la mélodie et modifie les vers « Well, they took some honey from a tree / Dressed it up and they called it me » et « Woke up last night half past four / Fifteen women knocking at my door » qu'il répète au début et à la fin de la chanson et en écrit un troisième de son cru. Comme la version originelle, le titre est chanté trois fois après chaque couplet. La chanson sera incluse dans son disque Dance Album of Carl Perkins en 1957.

## Version des Beatles
Pistes de Beatles for Sale
What You're Doing
Cette reprise clôt l'album Beatles for Sale des Beatles en 1964, chantée par George Harrison et enregistrée en une seule prise sur laquelle quelques overdubs sont rajoutés. Une seule variante est apportée aux paroles de la version de Perkins; il y a maintenant cinquante femmes (fifty) qui frappent à la porte au lieu de quinze (fifteen). La chanson sera aussi placée en clôture de l'album américain Beatles '65 et de 4 by the Beatles, le second et dernier E.P. publié par Capitol Records.
Elle sera publiée sur l'album compilation Rock 'n' Roll Music en 1976 et l'année suivante, un enregistrement amateur effectué à Hambourg sera inclus sur le bootleg, Live! at the Star-Club in Hamburg, Germany; 1962. Une version enregistrée en direct le 15 août 1965 du Shea Stadium de New York est disponible sur Anthology 2. Une autre version live, enregistrée deux semaines plus tard à Los Angeles, est disponible, depuis 2016, sur la réédition du disque The Beatles: Live at the Hollywood Bowl.
Elle sera enregistrée à quatre reprises dans les studio de la BBC. On retrouve, sur Live at the BBC, la version enregistrée le 17 novembre 1964, pour être mise en ondes le 26 du même mois à Top Gear et rediffusée le 26 décembre 1964 à l'émission Saturday Club (en).